# District de Kulgam
Le district de Kulgam (ourdou : ضلع کولگام) est un district du territoire du Jammu-et-Cachemire, en Inde.

## Géographie
Au recensement de 2011, sa population compte 424 483 habitants.
Son chef-lieu est la ville de Kulgam. 